# 澤野井香里
澤野井 香里（さわのい かおり、1983年5月20日 - ）は、日本の女性ファッションモデル。兵庫県神戸市出身。神戸松蔭女子学院大学卒業。

## 略歴・人物
- 2004年10月、「2005年ミス・インターナショナル日本代表選出大会」でファイナリストのひとりとなる。
- 2010年から、HISの恋旅イメージモデルを務める（ハワイ、ベトナム、プーケット、オーストラリア、バンコク、シンガポール、バリ）。
- 2013年7月7日、1歳上の一般男性と入籍[1]。同年10月29日、ハワイで挙式[2]。
- ファッション雑誌『HONEY girl』のモデルとして活動していた澤野井里紗は妹にあたる[3]。
- 趣味は旅行、カメラ、英会話。
- 特技はダンス、水泳、ヨガ。

## 出演

### バラエティ
- ちりちりドクモちゃん（2006年、MBS）
- ベリータ（MBS）
- えらばん（2010年、テレビ大阪）
- 東京カワイイ★TV（NHK総合）
- ちちんぷいぷい（MBS）
- 鉄筋base（関西テレビ）
- 今ちゃんの「実は…」（朝日放送）
- 千鳥のぼっけぇTV!（GAORA）
- 真夜中パンチィ（MBS）
- Kiraria TV（2010年、J:COM） - レギュラー

### ラジオ
- KaoriのLa pause gourmande（2013年、ラジオ関西）

### 雑誌
- プチセブン（2000年 - 2002年、小学館） - 専属モデル
- Zipper（祥伝社）
- JJ（光文社） - 読者モデル
- bis（光文社） - 読者モデル
- CLASSY.（光文社）
- ViVi（講談社）
- Ray（主婦の友社）
- Gainer（光文社）
- MISS（世界文化社）
- 25ans（ハースト婦人画報社）
- S Cawaii!（主婦の友社）
- BLENDA（角川春樹事務所）
- VoCE（講談社）
- HONEY girl（英知出版） - 読者モデル

### ファッションショー
- 神戸コレクション

### CM
- みなと銀行（2005年）
- ジャンボカラオケ広場（2009年 - 2010年）
- 大塚製薬「インナーシグナル」
- 資生堂「アクアレーベル」

### テレビドラマ
- スターの恋人（韓国SBS）